# 小行星3241
小行星3241（3241 Yeshuhua）是一颗围绕太阳公转的小行星。1978年11月28日，紫金山天文台在南京发现了此天体。
該小行星以中國天文學家葉叔華命名。
这颗小行星的绝对星等为312.74537729156等。